# Berliner Eishockeymeisterschaft 1928/29
Die Saison 1928/29 der Berliner Eishockeymeisterschaft wurde vom Norddeutschen Eissportverband ausgetragen. Dieser war für die gesamte Mark Brandenburg zuständig, es nahmen jedoch nur Mannschaften aus Groß-Berlin teil.
Meister wurde der SC Brandenburg, der sich zusammen mit dem Titelverteidiger Berliner Schlittschuhclub für die Deutsche Eishockey-Meisterschaft 1929 in Garmisch qualifizierte (Deutscher Meister wurde der Berliner Schlittschuhclub). Zusätzlich wurde mit der 1. Klasse eine niedrigere Liga ausgespielt.

## Ligaklasse
Die sechs Teilnehmer spielten eine Einfachrunde. Der Berliner SV 1892 zog sich nach zwei Niederlagen aus der Meisterschaft zurück und wurde durch den Tegeler EV ersetzt.
| Rang |                           | Sp | S | U | N | Tore  | TD  | Pkt |
| ---- | ------------------------- | -- | - | - | - | ----- | --- | --- |
| 1.   | SC Brandenburg            | 5  | 5 | 0 | 0 | 27:04 | +23 | 10  |
| 2.   | Berliner Schlittschuhclub | 5  | 4 | 0 | 1 | 26:02 | +24 | 08  |
| 3.   | SC Charlottenburg         | 5  | 2 | 1 | 2 | 05:08 | −03 | 05  |
| 4.   | Tegeler EV Berlin         | 5  | 2 | 0 | 3 | 08:14 | −06 | 04  |
| 5.   | BFC Preussen              | 5  | 1 | 0 | 4 | 01:18 | −17 | 02  |
| 6.   | Zehlendorfer Wespen 1911  | 5  | 0 | 1 | 4 | 02:23 | −21 | 01  |

Abkürzungen: Sp = Spiele, S = Siege, U = Unentschieden, N = Niederlagen, TD: Tordifferent, Pkt: Punkte

Erläuterungen: Meister und Qualifikation für die Deutsche Meisterschaft, Qualifikation für die Deutsche Meisterschaft

## 1. Klasse
In der neu eingeführten 1. Klasse spielten:
- Berliner EV 1886 (Vorjahr: 10.)
- Berliner Sport-Club (Vorjahr: 8.)
- TC Schwarz-Grün (Vorjahr: 7.)
- Wintersportverein Rauhreif (neu)
- Berliner EC (Vorjahr: 11.)
- Steglitzer Schlittschuclub (neu)
- Eislaufverein Neukölln (neu)
- Tegeler EV (Vorjahr: 9.; rückte kurzfristig in die Ligaklasse nach).

Meister der 1. Klasse wurde der Berliner Sport Club, der sich dadurch für die Berliner Meisterschaft 1929/30 qualifizierte.